# Fascia
Fascia là một đô thị ở tỉnh Genova thuộc vùng Liguria, nằm ở vị trí cách khoảng 30 km về phía đông bắc của Genova. Tại thời điểm ngày 31 tháng 12 năm 2004, đô thị này có dân số 116 người và diện tích là 11 km².
Đô thị Fascia có các frazioni (đơn vị cấp dưới, chủ yếu là thôn làng) Carpeneto and Cassingheno.
Fascia giáp các đô thị sau: Carrega Ligure, Fontanigorda, Gorreto, Montebruno, Propata, Rondanina, Rovegno.